# Borxleben
Borxleben est une commune allemande de l'arrondissement de Kyffhäuser, Land de Thuringe.

## Géographie
Borxleben se situe à l'est du Kyffhäuser, à la frontière avec la Saxe-Anhalt.
| Hackpfüffel |           | Wallhausen |
|             | Borxleben |            |
| Ichstedt    | Ringleben | Artern     |

## Histoire
Borxleben est mentionné pour la première fois au début du IXe siècle sous le nom de Burcheslebo dans un répertoire des biens de l'abbaye d'Hersfeld.

## Personnalités liées à la commune
- Gottlieb Christian Kreutzberg (1810 ou 1814-1874), forain
- August Reinbrecht (1882-1929), juriste

## Source, notes et références
- (de) Cet article est partiellement ou en totalité issu de l’article de Wikipédia en allemand intitulé « Borxleben » (voir la liste des auteurs).